# Sven Rahmann
Sven Rahmann (* 1974) ist ein deutscher Bioinformatiker, der sich mit vielfältigen Problemen der Genomsequenzierung befasst. Er ist als Hochschullehrer an der Universität des Saarlandes tätig. 

## Leben und Werk
Rahmann studierte von 1994 bis 2000 an den Universitäten Georg-August-Universität Göttingen, University of California, Santa Cruz und Ruprecht-Karls-Universität Heidelberg Mathematik und Informatik. Im Jahr 2004 wurde er bei Martin Vingron am Max-Planck-Institut für molekulare Genetik mit einer Dissertation über Oligonukleotiddesign im Fach Informatik promoviert.
Von 2004 bis 2007 war Rahmann als wissenschaftlicher Assistent an der Universität Bielefeld tätig, bevor er 2007 auf eine Professur für Bioinformatik an die Technische Universität Dortmund berufen wurde. Von 2011 bis 2021 war Rahmann als W3-Professor für Bioinformatik an der Universität Duisburg-Essen tätig.
Rahmann beschäftigt sich in der Forschung schwerpunktmäßig mit neuen Algorithmen und statistischen Methoden für die Integration von Multi-Omics-Daten und der Analyse von Next-Generation-Sequencing-Daten. In Zusammenarbeit mit anderen Gruppen wendet er seine Methoden auf medizinische und biologische Fragestellungen an. Rahmann wurde bereits mehrfach für seine Forschung und Lehre ausgezeichnet.